# Óscar Bagüí
Óscar Dalmiro Bagüí Angulo, ou simplement Óscar Bagüí, né le 10 décembre 1982 à Esmeraldas en Équateur, est un footballeur international équatorien au poste de défenseur.

## Biographie

### Équipe nationale
Óscar Bagüí est convoqué pour la première fois par le sélectionneur national Luis Fernando Suárez pour un match amical face au Panama le 26 janvier 2005. Il honore ainsi sa première sélection en tant que titulaire (victoire 2-0).
Il fait partie de l'équipe équatorienne à la Copa América 2007 au Venezuela. En juin 2014, le sélectionneur Reinaldo Rueda annonce que Óscar Bagüí est retenu dans la liste des 23 joueurs pour jouer la Coupe du monde 2014 au Brésil.
Il compte 24 sélections et 0 buts avec l'équipe d'Équateur entre 2005 et 2017.

## Palmarès

### En club
- Avec l'Olmedo :
  - Champion d'Équateur de D2 en 2003

- Avec l'Emelec :
  - Champion d'Équateur en 2013

### En sélection
- Vainqueur des Jeux panaméricains en 2007

## Statistiques

### Statistiques en club
Le tableau ci-dessous résume les statistiques en match officiel d'Óscar Bagüí durant sa carrière de joueur professionnel.
| Saison                | Club                  | Championnat           | Championnat | Championnat | Coupe(s) nationale(s) | Coupe(s) nationale(s) | Compétition(s) continentale(s) | Compétition(s) continentale(s) | Compétition(s) continentale(s) | Équateur | Équateur | Total | Total |
| Saison                | Club                  | Division              | M.          | B.          | M.                    | B.                    | Comp.                          | M.                             | B.                             | M.       | B.       | M.    | B.    |
| 2003                  | Olmedo                | Serie B               | 26          | 0           | -                     | -                     | -                              | -                              | -                              | -        | -        | 26    | 0     |
| 2004                  | Olmedo                | Serie A               | 24          | 0           | -                     | -                     | -                              | -                              | -                              | -        | -        | 24    | 0     |
| 2005                  | Olmedo                | Serie A               | 39          | 0           | -                     | -                     | CL                             | 2                              | 0                              | 3        | 0        | 44    | 0     |
| 2006                  | Olmedo                | Serie A               | 45          | 2           | -                     | -                     | -                              | -                              | -                              | -        | -        | 45    | 2     |
| 2007                  | Olmedo                | Serie A               | 42          | 0           | -                     | -                     | CS                             | 4                              | 0                              | 14       | 0        | 60    | 0     |
| 2008                  | Barcelona             | Serie A               | 34          | 0           | -                     | -                     | -                              | -                              | -                              | -        | -        | 34    | 0     |
| 2009                  | Barcelona             | Serie A               | 28          | 0           | -                     | -                     | -                              | -                              | -                              | -        | -        | 28    | 0     |
| 2010                  | Universidad Católica  | Serie A               | 41          | 2           | -                     | -                     | -                              | -                              | -                              | -        | -        | 41    | 2     |
| 2011                  | Emelec                | Serie A               | 28          | 0           | -                     | -                     | CL+CS                          | 5+2                            | 0                              | -        | -        | 35    | 0     |
| 2012                  | Emelec                | Serie A               | 37          | 0           | -                     | -                     | CL+CS                          | 7+6                            | 0                              | -        | -        | 50    | 0     |
| 2013                  | Emelec                | Serie A               | 38          | 1           | -                     | -                     | CL+CS                          | 8+2                            | 0                              | 2        | 0        | 50    | 1     |
| 2014                  | Emelec                | Serie A               | 16          | 0           | -                     | -                     | CL                             | 6                              | 0                              | 2        | 0        | 24    | 0     |
| Total sur la carrière | Total sur la carrière | Total sur la carrière | 398         | 5           | -                     | -                     | -                              | 42                             | 0                              | 21       | 0        | 461   | 5     |